# Drama (China)

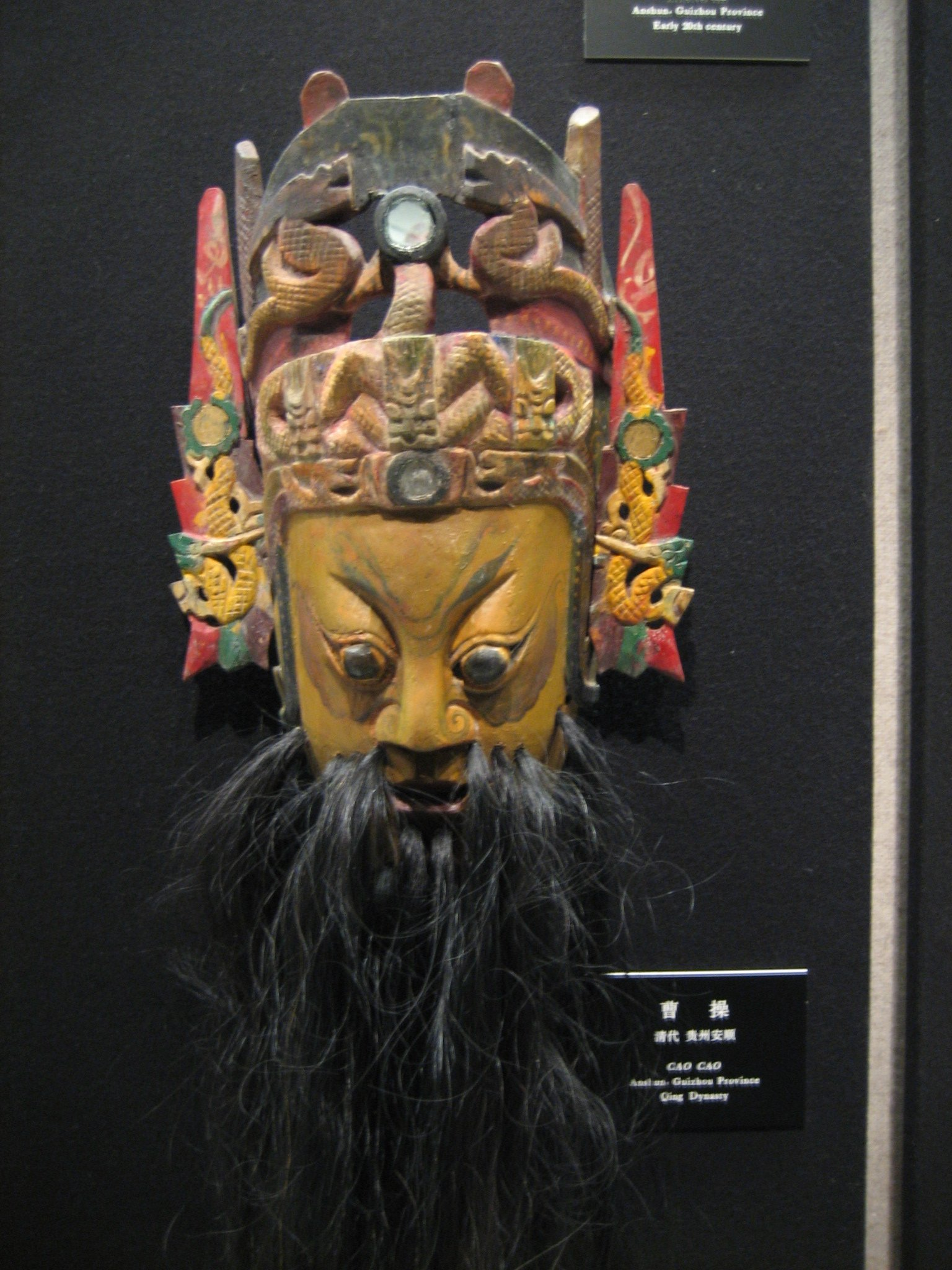
Theatermaske aus der Qing-Zeit

Das Drama in China (chinesisch 中國戲劇 / 中国戏剧, Pinyin zhōngguó xìjù – „Chinesisches Drama“) bezieht sich auf traditionelle chinesische Formen wie das Musiktheater und das erst im 20. Jahrhundert eingeführte europäische und japanische Sprechtheater.
Als chinesische Oper bekannt sind heutzutage z. B. die Peking-Oper und die Kun-Oper.

## Geschichte

### Yuan-Zeit

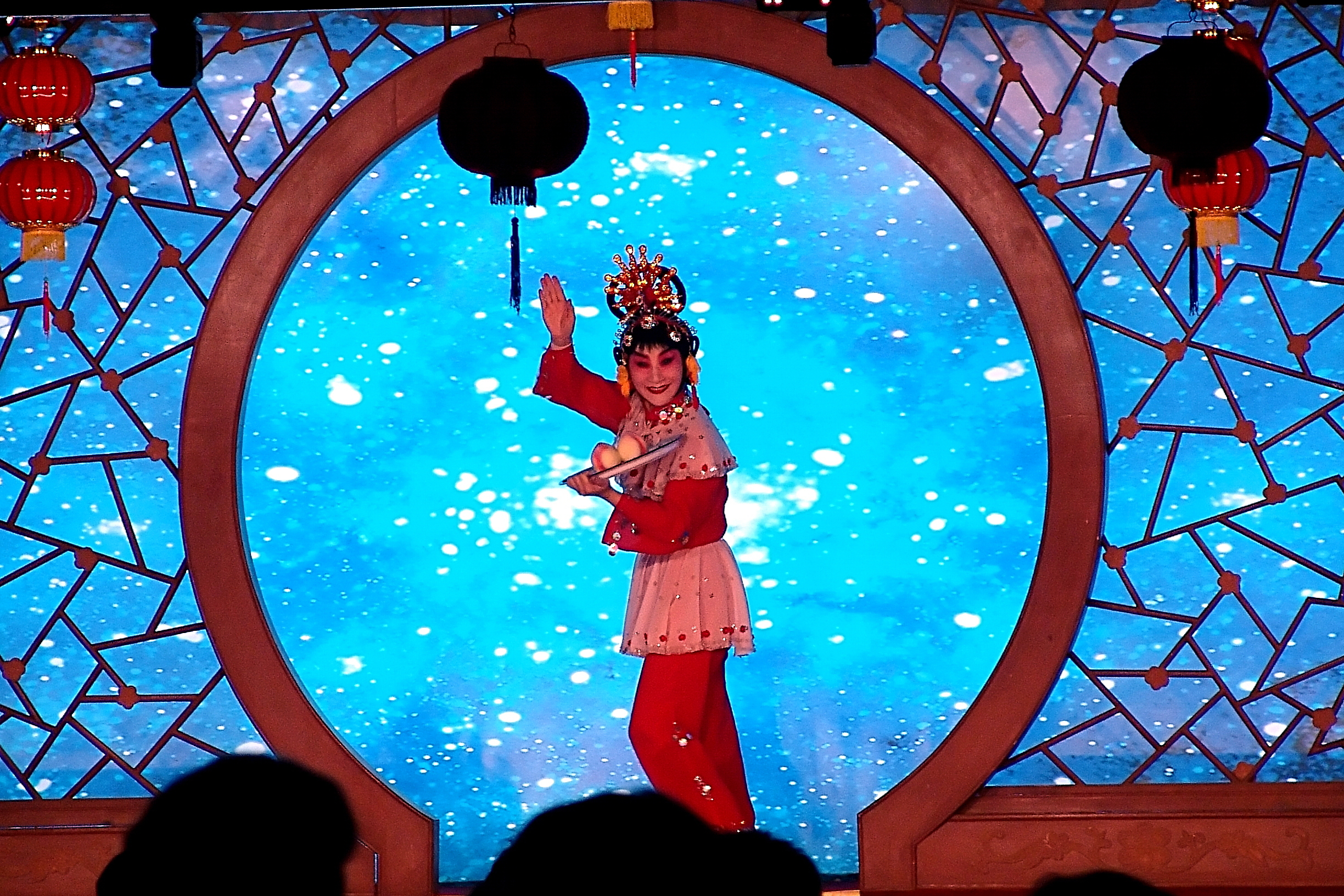
Szene aus der Peking-Oper

Das chinesische Musiktheater, das im 12./13. Jahrhundert in verschiedenen Formen ausgeprägt vorlag, zeigte eine Reihe von Einflüssen früherer Kunstformen, die in das Musiktheater eingingen. Gesang und Tanz erschienen schon in der frühen chinesischen Geschichte, Dichtung spielte in dieser Zeit auch schon eine Rolle und wurde in der chinesischen Kultur dann besonders betont. Andere Einflüsse wie Komik und Zweikampf erschienen dann in der Han-Zeit. Seit der Tang-Zeit waren Geschichtenerzähler auf Märkten besonders beliebt.
In der Yuan-Zeit wurden dann Literatenbeamte, die unter der Mongolenherrschaft ihre Ämter verloren hatten, zu Dramatikern, die Textbücher verfassten, in denen der lyrische Gesang besonders wichtig war. Diese Dichtung wurde zumeist schriftlich festgehalten, während gesprochene Worte häufig nicht die gleiche Bedeutung hatten und nicht immer niedergeschrieben wurden.
Die Texte des traditionellen Musiktheaters enthielten neben dem Gesang auch ausgearbeitete Anweisungen für Mimik, Tanz, Akrobatik und den gesprochenen Vortrag. Solche Anweisungen sind aus der Song- und Jin-Zeit fragmentarisch überliefert und hatten als Zaju während der Yuan-Dynastie ihre Blütezeit. Das Zaju war ein Singspiel nördlichen Stils, während zeitgleich das Nanxi, das Singspiel südlichen Stils, sich entwickelte.
Aus der Yuan-Zeit sind hunderte von Werken überliefert. In dieser Zeit lag das Theater nacheinander in drei Formen vor: Als Zaju (Singspiel der Mongolenzeit), als Chuanqi (Singspiel der Ming-Zeit) und als Difang Xi (lokales Theater).
Das Zaju ist, abgesehen von Motiven aus dem Alltagsleben, geprägt durch beliebte historische Sujets, die den Geschichtschroniken und der klassischen Literatur entstammten. Im Zaju geht es deshalb weniger um die Erzeugung von Spannung durch unerwartete Handlungsentwicklungen, sondern die Gefühlswelt der Personen in einer mehr oder weniger bekannten Rahmenhandlung steht im Mittelpunkt. Dies erklärt auch die große Bedeutung der lyrischen Passagen, im Gegensatz zur fortlaufenden Handlung in gesprochenen Passagen.

### Ming-Zeit

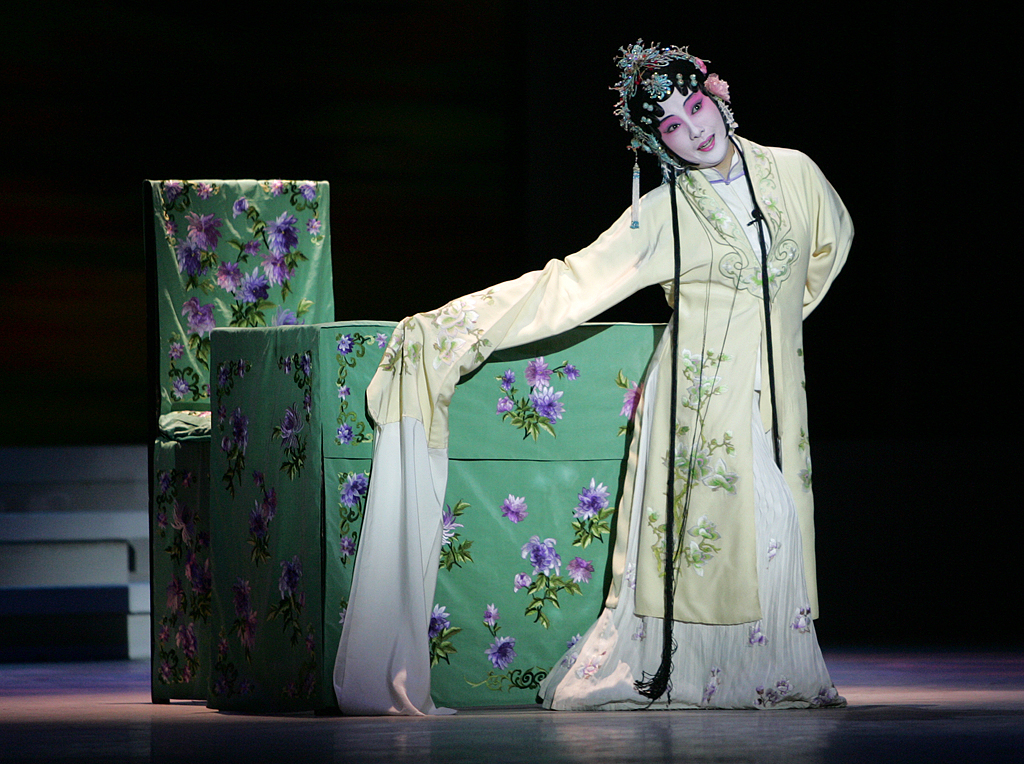
Kunqu-Darstellung an der Peking-Universität

Während der Ming-Dynastie verlor das Drama der Mongolenzeit an Bedeutung und das Nanxi, das Drama südlichen Stils, entwickelte sich zum Ming-Drama (Chuanqi). Diese Dramen waren umfangreicher und komplizierter als das Drama der Yuan-Zeit. Ein Chuanqi bestand so aus 40 bis 50 Auftritten. Typisch für das Chuanqi ist eine dramatische Liebesgeschichte, die persönliche Schicksale und Machtkämpfe in der Politik darstellt. Dabei wird zumeist eine 'Episoden-Montage-Struktur' verwendet: Das Hauptthema ist mit einem weiteren oder mehreren Nebenthemen verbunden, es gibt parallele Handlungsstränge, die aneinandergereihte Ereignisse der Haupthandlung um die Hauptfiguren verbinden. Diese Handlungsstruktur erschien schon sehr früh, z. B. in dem von Gao Ming geschriebenen Chuanqi Pipa ji (Die Laute).
Seit dem 16. Jahrhundert wurden die Chuanqi-Dramen hauptsächlich für den Musikstil Kunshan Qiang geschrieben, weshalb sie auch Kunqu (Kun-Oper) genannt werden. Gleichzeitig gab es jedoch auch Stücke anderer Stilrichtungen, die je nach dem Ort der Herkunft bezeichnet werden.

### Qing-Zeit
Die chinesische Oper wurde aus der Ming- und Qing-Zeit in einer Vielzahl von Werken überliefert. Aufgezeichnet wurden die Titel von ungefähr 2600 Chuanqi von unterschiedlichen Autoren und etwa 900 Stücke sind erhalten geblieben. Neben den Chuanqi wurden auch weiterhin Zaju geschrieben und aufgeführt. Ab dem 18. Jahrhundert erschienen dann Palastschreiber, die für den Hof sog. Palaststücke (Gongting Daxi) schrieben. Diese bedienten sich bekannter Stoffe und Motive aus der Literatur und der Geschichte, wie z. B. der Reise nach Westen.

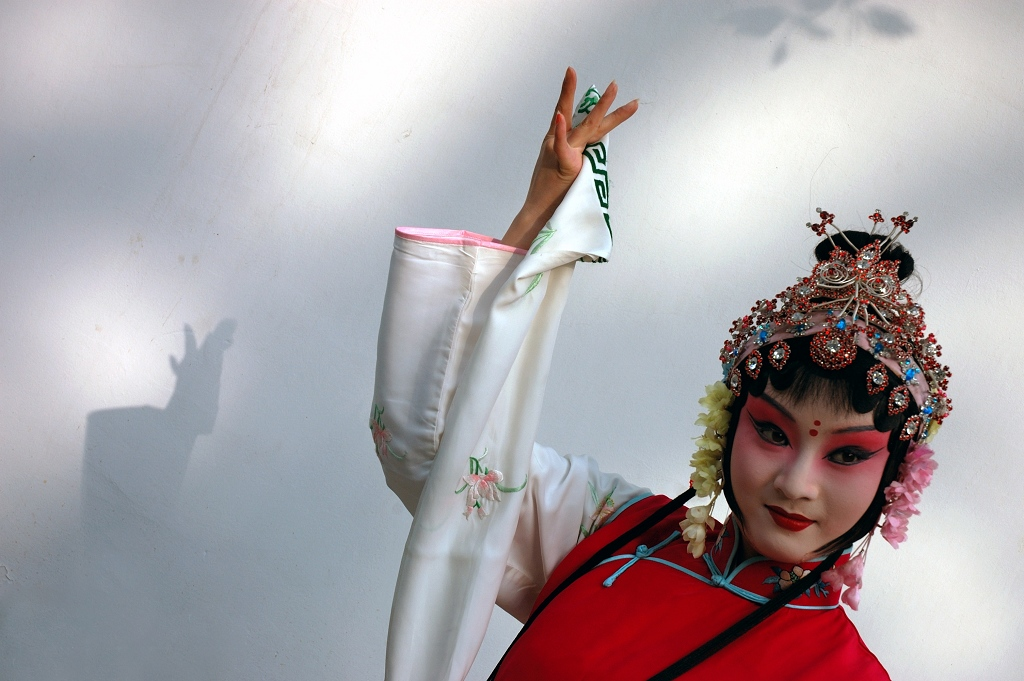
Kunqu-Darstellerin

Gegen Ende des 18. Jahrhunderts nahm die dramatische Literatur stark ab, aufgrund einer verstärkten literarischen Kontrolle. Auch die Kun-Oper war davon betroffen und verfiel immer weiter.
Anstelle dieser Opern entstanden jedoch regionale Opern, die Lokalopern (Difang Xi), die eine Fülle an neuen Musikstilrichtungen verwendeten. Im 19. Jahrhundert gab es dann vielfältige Regionalstile und Stücke. Diese Lokalopern hatten zumeist anonyme Verfasser, da sie die Arbeit einer Theatergruppe oder Schauspielerfamilie darstellten. Zumeist handelt es sich bei diesen Dramen um vorliegende Werke und Sujets, die für die Lokalopern in Bezug auf Sprache, Musik und Darstellung bearbeitet wurden. Die am Ende des 19. Jahrhunderts populär gewordenen Pekingoper beispielsweise verwendete größtenteils schon vorliegende historische Stoffe, die dann Bekanntheit durch einen berühmten Sängerdarsteller erlangten.

## Das moderne Theater
Anfang des 20. Jahrhunderts wurde das Sprechtheater (Huaju) von chinesischen Intellektuellen nach China gebracht. Diese Theaterform stammte aus Japan, wo man sich an europäischen und amerikanischen Vorbildern orientierte. Bis in die dreißiger Jahre wurden hauptsächlich westliche Stücke gespielt, woraufhin dann chinesische Schriftsteller wie Guo Moruo, Hong Shen und Tian Han auch chinesische Stücke schrieben. Lange Zeit diente das chinesische Sprechtheater der Agitation, was durch die Verbindung zu progressiven und revolutionären Bewegungen begründet war, und der künstlerische und ästhetische Anspruch war nicht besonders ausgeprägt. Bis zur Kulturrevolution war das Theater dem sozialistischen Realismus verhaftet und es gab nur wenige Versuche, diesen zu überwinden, z. B. durch den Shanghaier Regisseur Huang Zuolin. Vereinfachte Darstellungen und moralisierende Haltungen kennzeichneten das chinesische Theater.
Während der Kulturrevolution gab es kaum noch Formen des Sprechtheaters, größtenteils wurde nur die revolutionäre Modelloper aufgeführt, die aus der 'revolutionären, modernen Pekingoper' entstanden war und versuchte, Gegenwartsthemen zu behandeln. Die Modelloper war das verbindliche Vorbild für alle Lokalopern. Am Ende der Kulturrevolution war aufgrund politischer Diffamierungen von Künstlern und Kulturpolitikern das Repertoire der Oper so eingeschränkt, dass es nur noch '8 Modellopern für 800 Millionen' gab. In all diesen Modellopern ging es hauptsächlich darum, Triumphe der Haltung Mao Zedongs gegen andere Auffassungen in der Revolutionsgeschichte hervorzuheben. Nach der Kulturrevolution wurde das Sprechtheater jedoch erneut populär und die neuen Stücke widmeten sich auch der Vergangenheitsbewältigung und Problemen der Reformpolitik und Modernisierung.
Ab den 1980er Jahren wurde in der Volksrepublik China auch der Theaterbegriff zum ersten Mal diskutiert, woraufhin dann eine tiefe Krise des Theaters eintrat. In dieser Zeit wurde das chinesische Theater von westlichen Dramatikern wie Beckett und Ionesco beeinflusst, und die Stücke hatten einen experimentellen Charakter.
Ende der 1980er Jahre setzte dann ein Wandel ein, in dem vielschichtige Charaktere entworfen wurden, Fragen gestellt wurden, und der Zwang zur politischen Harmonisierung teilweise abgelegt wurde.
Heutzutage ist das chinesische Theater nicht mehr vollständig der Ideologie verhaftet und besitzt eine Fülle von unterschiedlichen Formen und Inhalten.